# Saku (birra)
La Saku è una birra prodotta in Estonia.

## Storia
La storia della birra Saku inizia nel XIX secolo quando il conte Karl Friederich Rehbinder costruì una birreria nei propri terreni, mentre la prima documentazione storica del birrificio Saku risale all'ottobre 1820.

## Caratteristiche
La birra Saku è una birra chiara, dal gusto leggero e dal lieve aroma di luppolo. Ha un basso contenuto alcolico, 4,6 % in volume, ed è servibile ad una temperatura raccomandabile compresa tra i 6-8 gradi.

## Marche prodotte
- Saku Originaal (4,6% di alcool)
- Saku Kuld (5,2% di alcool)
- Saku Rock (5,3% di alcool)
- Saku Abbey (5,3% di alcool)
- Saku Hele (5,2% di alcool)
- Saku Tume (6,7% di alcool)
- Saku On Ice (5% di alcool)
- Taurus (8% di alcool)

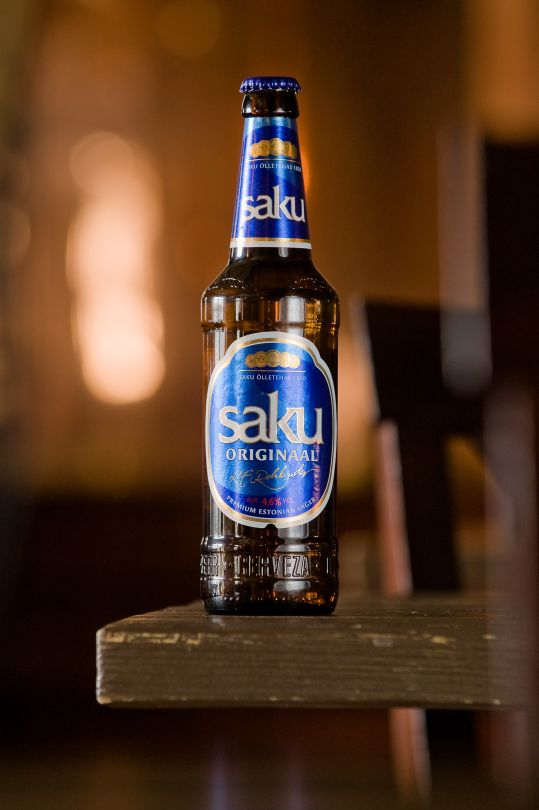
Saku

- Saku Presidendi 10 Ōlled (10% di alcool)
- Saku Presidendi 8 Ōlled (8% di alcool)
- Saku Presidendi Pilsner (4,2% di alcool)
- Saku Blond (4,9% di alcool)
- Saku Blond Ice (5% di alcool)
- Saku Porter (6,9% di alcool)